# Électrodynamique non linéaire de Born-Infeld
L'électrodynamique non linéaire de Born-Infeld est une théorie non linéaire développée par Born et Infeld dans les années 1930 afin de supprimer le problème de l'énergie propre infinie d'un électron existant dans la théorie linéaire de Maxwell.
Ces auteurs espéraient résoudre ainsi le problème des infinis qui apparaissaient systématiquement dans la nouvelle électrodynamique quantique obtenue par la quantification canonique de la théorie de Maxwell.

## Problème de l'énergie propre infinie d'un électron
Supposons un électron sphérique de rayon {\displaystyle a} fixe en un point de l'espace, pris comme origine des coordonnées. Cet électron statique de charge {\displaystyle q=-\,e} crée, dans la théorie linéaire de Maxwell, un champ coulombien dans l'espace environnant, qui vaut au point {\displaystyle M} repéré par le vecteur position {\displaystyle {\vec {OM}}={\vec {r}}=r\ {\vec {u}}_{r}} où {\displaystyle {\vec {u}}_{r}} est le vecteur unitaire radial :
| {\displaystyle {\vec {E}}(M)\ =\ {\frac {q}{4\pi \varepsilon _{0}\,r^{2}}}\ {\vec {u}}_{r}} |

À ce champ électrique est associée, dans la théorie linéaire de Maxwell, la densité volumique d'énergie :
| {\displaystyle \varpi (M)\ =\ {\frac {\epsilon _{0}\,E^{2}(M)}{2}}\ =\ {\frac {q^{2}}{32\pi ^{2}\varepsilon _{0}\,r^{4}}}} |

Calculons alors l' énergie totale dans l'espace entourant l'électron sphérique de rayon {\displaystyle a} ; il vient en coordonnées sphériques :
| {\displaystyle E\ =\ \iiint \varpi (M)\ dV\ =\ {\frac {q^{2}}{32\pi ^{2}\varepsilon _{0}}}\ \int _{a}^{+\infty }{\frac {r^{2}dr}{r^{4}}}\ \times \ \iint d\Omega } |

Sachant que l'intégrale angulaire vaut :
| {\displaystyle \iint d\Omega \ =\ \int _{0}^{\pi }\sin \theta \,d\theta \ \times \ \int _{0}^{2\pi }d\varphi \ =\ 4\,\pi } |

et que l'intégrale radiale vaut :
| {\displaystyle \int _{a}^{+\infty }{\frac {dr}{r^{2}}}\ =\ {\frac {1}{a}}} |

l'énergie totale dans l'espace entourant l'électron sphérique de rayon {\displaystyle a} vaut :
| {\displaystyle E\ =\ {\frac {q^{2}}{8\pi \varepsilon _{0}a}}} |

Cette expression diverge à la limite de l'électron ponctuel, où : {\displaystyle a\to 0} ! C'est pour éliminer ce problème que Born et Infeld ont développé une théorie non linéaire de l'électromagnétisme.

## Théorie de Born-Infeld
S'inspirant d'idées introduites par Mie en 1912-1913, Max Born va développer à partir de 1933 une théorie non linéaire de l'électrodynamique. Cette construction se fera rapidement en collaboration avec Infeld.